# Хельд, Адольф
Не следует путать с генерал-майором РИА Адольфом Гельдом.
Адольф Хельд (нем. Adolf Held; 1844—1880) — немецкий политолог и экономист «Исторической школы», активный член и секретарь Союза социальной политики, стремившегося путем социальных реформ улучшить положение рабочих.

## Биография
Адольф Хельд родился 10 мая 1844 года в городе Вюрцбурге в семье юриста Йозефа фон Хельда (1815—1890). Изучал юриспруденцию и политологию в университетах Мюнхена и Вюрцбурга. В 1865 году он сдал государственный экзамен по праву, а в 1866 году, защитив диссертацию на тему «Социальные науки Кэри и торговая система», получил в Вюрцбурге степень доктора наук. В 1867 году в Бонне завершил свою абилитацию трактатом «О доктрине взимания налогов».
В 1868 году Хельд стал адъюнкт-профессором, а в 1872 году — полным профессором политологии в Боннском университете. В апреле 1880 года он был переведён в Берлинский университет в качестве профессора и одновременно назначен в Институт сельскохозяйственного обучения в качестве «учителя экономики».
Хельд был сторонником государственного вмешательства в хозяйственную жизнь, прогрессивного налогообложения и ограничения права наследования; он критиковал индивидуализм манчестерства, неспособного бороться с влиянием марксизма, и противопоставлял ему как надежную защиту от «красного цвета» школу катедер-социалистов.
Адольф Хельд утонул 25 августа 1880 года (во время плавания на прогулочной лодке) в Тунском озере близ курортного швейцарского города Туне.